# Pennatula indica
Pennatula indica är en korallart som beskrevs av Thomson och Henderson 1906. Pennatula indica ingår i släktet Pennatula och familjen Pennatulidae.
Artens utbredningsområde är Indiska oceanen. Inga underarter finns listade i Catalogue of Life.